# Трамбо, Далтон
Да́лтон Тра́мбо (англ. Dalton Trumbo, 9 декабря 1905 — 10 сентября 1976) — американский сценарист и писатель, один из Голливудской десятки кинематографистов, представших в 1947 году перед Комиссией по расследованию антиамериканской деятельности.

## Биография
Трамбо родился в Монтрозе, Колорадо. Во время учёбы в школе работал в местной газете репортёром, освещая работу разных учреждений, включая школы и суды. В Университете Колорадо продолжал заниматься журналистикой. Свою профессиональную карьеру начал с сотрудничества с журналом Vogue. Первое опубликованное произведение, «Затмение», было написано в жанре соцреализма и рассказывало о жизни простонародья в провинциальном городке штата Колорадо. Работать в кинематографе Далтон Трамбо начал в 1936 году, но уже в начале 1940-х он был одним из ведущих и высокооплачиваемых авторов Голливуда, и даже успел отметиться номинацией на премию «Оскар» в 1941 году.
Антивоенный роман Трамбо «Джонни взял ружьё» получил в 1939 году Национальную литературную премию. Идея написать эту книгу родилась из прочтённой им статьи о солдате, искалеченном на фронтах Первой мировой войны.

## Причастность к коммунизму
Трамбо сблизился с Коммунистической партией США ещё до 1940-х (но официально вступил в партию лишь в 1943 году). 

### «Чёрный список»

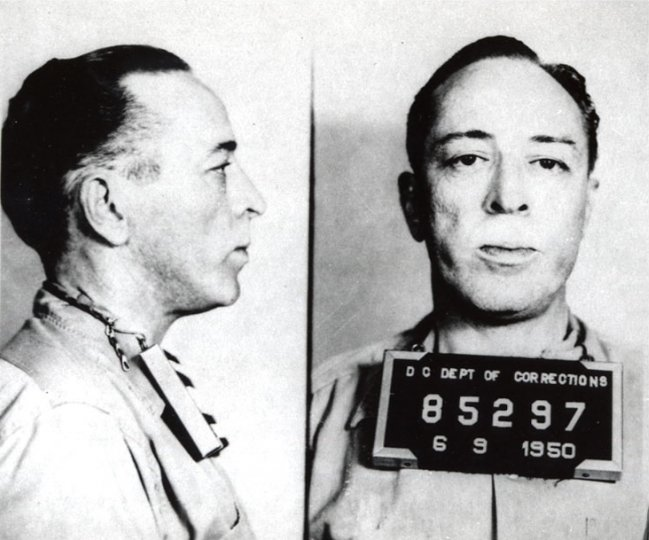
Трамбо при поступлении для отбытия срока, FCI Ashland, 9 июня 1950

В 1947 году Трамбо, наряду с девятью другими сценаристами и режиссёрами, был вызван как один из основных свидетелей по делам Комиссии по расследованию антиамериканской деятельности. Трамбо отказался дать информацию, что посчитали неуважением к Конгрессу, в результате в 1950-м году он провёл 11 месяцев в федеральной тюрьме Ашленда, штате Кентукки и его имя занесли в чёрный список.
После того как Трамбо оказался в чёрном списке, некоторые голливудские актёры и режиссёры, в частности, Элиа Казан и Клиффорд Одетс, согласились свидетельствовать и назвать Конгрессу имена людей, сотрудничавших с коммунистической партией. Многие из тех, кто свидетельствовал, были немедленно подвергнуты остракизму и осуждению их прежними друзьями и коллегами. Однако Трамбо всегда утверждал, что те, кто свидетельствовал под давлением Комиссии и киностудий, были такими же жертвами «Красной паники», как и он сам.

## Продолжение карьеры
После тюремного заключения Трамбо вместе с семьёй перебирается в Мексику. Там он продолжает писать, однако с этого момента вынужден пользоваться псевдонимами. В частности, в 1956 году фильм «Отважный» получает премию «Оскар» за лучший сценарий, который был им написан под псевдонимом «Роберт Рич».
При поддержке Отто Премингера Трамбо получает заказ на написание сценария фильма «Исход». Сразу после этого Кирк Дуглас смог добиться для него разрешения работать над фильмом «Спартак». Всё это послужило завершением «травли», Трамбо был восстановлен в Гильдии Авторов Америки, Запад. Произведениям, написанным под псевдонимами, возвращается подлинное имя автора, а в 1993 году Далтона Трамбо посмертно награждают премией «Оскар» за сценарий фильма «Римские каникулы», которая до этого момента формально принадлежала другому человеку — его товарищу Яну Мак-Леллану Хантеру, впоследствии также внесённому в чёрные списки.
В 1971 году Далтон Трамбо снимает фильм «Джонни взял ружьё», который является адаптацией его же собственного литературного произведения.
Одна из его последних киноработ — «Привести в исполнение» — основана на различных теориях заговора об убийстве Джона Кеннеди. Примером глубокого анализа политической жизни также служит публицистическое произведение «Дьявол в книге», посвящённое Акту Смита.
Далтон Трамбо умер в результате сердечного приступа в Лос-Анджелесе в возрасте 70 лет.

## Память
В 1989 году трэш-метал группа Metallica на своём 4-м студийном альбоме «…And Justice for All» издала песню «One» и сняла на неё клип.
Песня основана на романе Далтона Трамбо Johnny Got His Gun. В книге говорится о солдате первой мировой войны Джо Бонэме, который после взрыва пехотной мины лишился всех конечностей и лица и стал пленником своего тела. Джо потерял все органы чувств (зрение, слух, речь) и возможность общения, но его жизнь поддерживает медперсонал. Слова песни передают его мольбу прекратить страдания и завершить жизнь.
В 2007 году в городе Гранд-Джанкшен, штат Колорадо, был открыт памятник Далтону Трамбо.
О Далтоне Трамбо сняты несколько биографических фильмов. В том числе фильм 2015 года «Трамбо», главную роль в котором исполнил Брайан Крэнстон. Игра Крэнстона удостоилась номинации на премию «Оскар» за лучшую мужскую роль.

## Произведения

### Сценарии
неполный список
- 1938 — Пойте все / Everybody Sing
- 1940 — Китти Фойл: Настоящая история женщины / Kitty Foyle: The Natural History of a Woman
- 1942 — Я женился на ведьме / I Married a Witch
- 1943 — Нежный товарищ / Tender Comrade
- 1943 — Парень по имени Джо / A Guy Named Joe
- 1944 — Тридцать секунд над Токио / Thirty Seconds Over Tokyo
- 1945 — У нас растёт нежный виноград / Our Vines Have Tender Grapes
- 1947 — Гангстер / Gangster, The
- 1950 — Сумасшедшее оружие / Deadly Is the Female
- 1950 — Ракета X-М / Rocketship X-M
- 1951 — Вор / The Prowler
- 1953 — Римские каникулы / Roman Holiday
- 1954 — Прыжок / Carnival Story
- 1955 — Трибунал Билли Митчелла / Court-Martial of Billy Mitchell, The
- 1956 — Отважный / Brave One, The
- 1957 — Зеленоглазая блондинка / Green-Eyed Blonde, The
- 1958 — Отчаянный ковбой / Cowboy
- 1959 — Карьера / Career
- 1960 — Спартак / Spartacus
- 1960 — Исход / Exodus
- 1962 — Одинокие отважны / Lonely Are the Brave
- 1965 — Кулик / Sandpiper, The
- 1966 — Гавайи / Hawaii
- 1968 — Посредник / Fixer, The
- 1971 — Всадники / Horsemen, The
- 1971 — Джонни взял ружьё / Johnny Got His Gun
- 1973 — Привести в исполнение / Executive Action
- 1973 — Мотылёк / Papillon
- 1989 — Всегда / Always

### Режиссура
- 1971 — Джонни взял ружье / Johnny Got His Gun

### Публицистика
- 1941 — Гарри Бриджес / Harry Bridges
- 1949 — Перерыв гадины / The Time Out of the Toad
- 1956 — Дьявол в книге / The Devil in the Book
- 1970 — Письма Далтона Трамбо, 1943—1962 / Additional Dialogue: Letters of Dalton Trumbo, 1942-62

## Награды
- 1953, «Оскар» — Лучший сценарий игрового фильма («Римские каникулы»)
- 1957, «Оскар» — Лучший сценарий игрового фильма («Отважный»)
- 1971, Каннский кинофестиваль — Гран-при и приз ФИПРЕССИ («Джонни взял ружьё»)